# 1. Amateurliga Nordwürttemberg 1962/63
Die 1. Amateurliga Nordwürttemberg 1961/62 war die dritte Saison der 1. Amateurliga in Nordwürttemberg. Die Meisterschaft gewannen die Amateure des VfB Stuttgart mit einem Punkt Vorsprung vor der SpVgg 07 Ludwigsburg. Eine Aufstiegsrunde wurde in jenem Jahr nicht ausgespielt, da die bisherige II. Division durch die neu geschaffene Regionalliga Süd ersetzt wurde. Die Amateure des VfB Stuttgart traten um die deutsche Amateurmeisterschaft an und gewannen im Endspiel mit 1:0 gegen den VfL Wolfsburg.
Der FV Zuffenhausen, der TSV Benningen und Normannia Gmünd stiegen in die 2. Amateurliga ab.

## Abschlusstabelle
| Pl. | Verein                 | Sp. | Tore  | Punkte |
| --- | ---------------------- | --- | ----- | ------ |
| 01. | VfB Stuttgart Amateure | 30  | 80:43 | 42:18  |
| 02. | SpVgg Ludwigsburg      | 30  | 77:50 | 41:19  |
| 03. | FV Kornwestheim        | 30  | 65:39 | 39:21  |
| 04. | Union Böckingen        | 30  | 58:52 | 36:24  |
| 05. | VfL Sindelfingen       | 30  | 65:55 | 33:27  |
| 06. | SV Germania Bietigheim | 30  | 57:64 | 30:30  |
| 07. | SpVgg Neckarsulm (N)   | 30  | 50:47 | 28:32  |
| 08. | VfL Heidenheim         | 30  | 56:54 | 28:32  |
| 09. | 1. FC Eislingen (N)    | 30  | 58:65 | 28:32  |
| 10. | SSV 1928 Ulm           | 30  | 50:50 | 27:33  |
| 11. | SpVgg Feuerbach        | 30  | 42:52 | 26:34  |
| 12. | Sportfreunde Stuttgart | 30  | 45:68 | 26:34  |
| 13. | SC Geislingen          | 30  | 29:47 | 26:34  |
| 14. | FV Zuffenhausen        | 30  | 49:55 | 25:35  |
| 15. | TSV Benningen          | 30  | 62:75 | 24:36  |
| 16. | Normannia Gmünd (N)    | 30  | 46:73 | 21:39  |

| (N) | Aufsteiger aus den 2. Amateurligen 1959/60 |